# Fòs
Fòs o Fòs de Mar (nom occità; en francès Fos-sur-Mer) és un municipi francès situat al departament de Boques del Roine i a la regió de Provença – Alps – Costa Blava. Està situat al Golf de Fòs, vora la desembocadura del Roine. L'any 2022 tenia 15,694 habitants.
Les dàrsenes del conjunt portuari creat el 1965 a vores del golf de Fòs acullen les 2 terceres parts del trànsit del complex Marsella-Fòs, primer port de França i tercer port europeu. Cal destacar el moll de Graveleau, la terminal de transport de minerals i el port petrolier.

## Demografia
Demografia,evolució de la població (1968-2022)
| Evolució de la població |      |      |      |      |       |       |       |       |
| 1793                    | 1800 | 1806 | 1821 | 1831 | 1836  | 1841  | 1846  | 1851  |
| 550                     | 418  | 579  | 690  | 916  | 1 498 | 1 862 | 1 938 | 1 984 |

| 1856  | 1861  | 1866  | 1872  | 1876  | 1881  | 1886  | 1891  | 1896  |
| ----- | ----- | ----- | ----- | ----- | ----- | ----- | ----- | ----- |
| 2 130 | 2 218 | 1 170 | 1 170 | 1 040 | 1 140 | 1 146 | 1 464 | 1 473 |

| 1901  | 1906 | 1911  | 1921  | 1926  | 1931  | 1936  | 1946  | 1954  |
| ----- | ---- | ----- | ----- | ----- | ----- | ----- | ----- | ----- |
| 1 393 | 996  | 1 114 | 1 223 | 1 350 | 1 531 | 1 543 | 1 645 | 2 349 |

| 1962  | 1968  | 1975  | 1982  | 1990   | 1999   | 2006 | 2011 | 2016 |
| ----- | ----- | ----- | ----- | ------ | ------ | ---- | ---- | ---- |
| 2 898 | 2 869 | 6 709 | 9 031 | 11 605 | 13 925 | -    | -    | -    |

| 2019 | - | - | - | - | - | - | - | - |
| ---- | - | - | - | - | - | - | - | - |
| -    | - | - | - | - | - | - | - | - |

## Administració
| Període   | Identitat      | Partit        |
| --------- | -------------- | ------------- |
| 1983-1991 | Claude Rossi   | PCF           |
| 1991-2001 | Bernard Granié | PS            |
| 2001-2002 | Robert Mazan   | Divers gauche |
| 2002-2004 | Bernard Granié | PS            |
| 2004-     | René Raimondi  | PS            |